# 6011 Tozzi
6011 Tozzi este un asteroid din centura principală de asteroizi.

## Descriere
6011 Tozzi este un asteroid din centura principală de asteroizi. A fost descoperit pe 29 august 1990 la Observatorul Palomar de Henry E. Holt. El prezintă o orbită caracterizată de o semiaxă mare de 2,72 ua, o excentricitate de 0,15 și o înclinație de 2,5° în raport cu ecliptica.